# Мост Корта
Мост Корта — мост через реку Гвадалквивир в городе Севилье.

## История
Это третий мост с севера, который пересекает западную часть Гвадалквивира (ему предшествует мост Альгаба и железнодорожный мост Севилья Уэльва). Он представляет собой основную связь между северной частью города и районом Альхарафе и является частью маршрута SE-30. Мост обеспечивает автомобильный трафик идущий с северо-запада Испании по Серебряному маршруту (N-630). В направлении Севильи движение проходит через виадук Картуйи, который следует к мосту Аламильо.
Первоначальный проект моста Аламильо, предусматривал два одинаковых моста. Первый из них должен был располагаться в том месте, которое занимает вышеупомянутый мост. А на месте моста Корта второй аналогичный, симметричный относительно соединяющего их виадука. Однако первоначальное предложение было реализовано только в рамках макета. Для строительства был выбран другой проект, что связано с экономией средств в преддверии Всемирной выставки.

## Характеристика
Мост располагает двумя полосами движения в каждую сторону. Две опоры, расположенные в русле реки, конструктивно соединены металлическими балками. Мост неразводной, находится на несудоходном русле реки. Для пешеходов доступны два тротуара по краям моста.